# Collide (gruppo musicale)
I Collide sono un gruppo musicale industrial rock/darkwave fondato nel 1992, a Los Angeles (USA) dalla canadese di Toronto kaRIN (voce e testi) e dallo statunitense Statik (musica). Il loro immaginario si ispira a una interpretazione oscura e perversa dei racconti delle Mille e una notte.
Il loro nome, che in italiano si traduce con "collidere", indica appunto una collisione fra diverse influenze musicali quali industrial, darkwave, electronic rock, trip hop e melodie medio-orientali unite dal cantato etereo di kaRIN e dalla musica elettronica di Statik.

## Beneath the Skin
L'album di debutto è stato Beneath the Skin del 1996, seguito nel 1998 da Distort un album di remix a cui hanno partecipato artisti come Kneel Cohn della band Spirits In Sin e la band The Dead Stars On Hollywood.

## Chasing the Ghost
Delusi dall'industria musicale i Collide hanno creato nel 2000 la loro propria etichetta musicale : Noiseplus Music con cui hanno pubblicato il loro secondo album in studio Chasing the Ghost.

## Some Kind of Strange
Ci sono voluti poi tre anni (2003) per l'uscita del loro terzo album Some Kind of Strange a cui è seguito, l'anno successivo (2004), l'album (doppio) di remix Vortex/Xetrov con la partecipazione di artisti come Charlie Clouser.

## Like the Hunted
Finalmente nel 2005 i Collide sono riusciti a fare un tour da cui è stato estratto un concerto per i loro primi CD e DVD (live) Like the Hunted.
I musicisti Scott Landes (chitarrista), Rogerio Silva (chitarrista), Chaz Pease (batterista), e Kai Kurosawa (bassista) si sono uniti a kaRIN (voce) e Statik (tastiere) per tutto il tour del 2005.

## Ultrashiver
Nel 2007 i Collide hanno creato un progetto alternativo insieme a Dean Garcia dei Curve e hanno fatto uscire un album Ultrashiver sotto il nome di The Secret Meeting.

## Two Headed Monster
Il 23 settembre del 2008 è uscito il quarto album Two Headed Monster contenente collaborazioni con Danny Carey dei Tool and Dean Garcia dei Curve.

## Formazione

### Album studio
- kaRIN – voce, testi
- Statik – musica, produzione

### Dal vivo
- kaRIN - voce
- Statik - tastiere
- Scott Landes – chitarra
- Rogerio Silva – chitarra
- Chaz Pease – batteria
- Kai Kurosawa – basso

## Discografia

### Album
| Title                | Data di pubblicazione | Casa discografica             |
| -------------------- | --------------------- | ----------------------------- |
| The Crimson Trial    | –                     | demo privata                  |
| Beneath the Skin     | 1996                  | Re-Constriction/Cargo Records |
| Distort              | 1998                  | Re-Constriction/Cargo Records |
| Chasing the Ghost    | 31 ottobre, 2000      | Noiseplus Music               |
| Some Kind of Strange | 22 aprile, 2003       | Noiseplus Music               |
| Vortex               | 20 aprile, 2004       | Noiseplus Music               |
| Live At The El Rey   | 2005                  | Noiseplus Music               |
| Two Headed Monster   | 23 settembre, 2008    | Noiseplus Music               |
| These Eyes Before    | 2009                  |                               |

### The Secret Meeting
| Title                | Data di pubblicazione | Casa discografica |
| -------------------- | --------------------- | ----------------- |
| Shiver X EP          | 26 giugno, 2007       | Noiseplus Music   |
| Ultrashiver          | 26 giugno, 2007       | Noiseplus Music   |
| Shooting Laser Beams | 16 novembre, 2007     | Noiseplus Music   |